# Diecezja Wau
Diecezja Wau (łac.: Dioecesis Vavensis) – rzymskokatolicka diecezja ze stolicą w Wau w Sudanie Południowym, wchodząca w skład metropolii Dzuba. Siedziba biskupa znajduje się w katedrze w Wau.

## Historia
- Diecezja Wau powstała 12 grudnia 1974.

## Biskupi ordynariusze
- Gabriel Zubeir Wako (1974–1979)
- Joseph Bilal Nyekindi (1980–1995)
- Rudolf Deng Majak (1995–2017)
- Matthew Remijio Adam Gbitiku (od 2021)

## Podział administracyjny
W skład diecezji Wau wchodzi 19 parafii, w których pracuje 43 kapłanów.

## Główne świątynie
- Katedra: katedra NMP w Wau